# Myosorex longicaudatus
Myosorex longicaudatus är en däggdjursart som beskrevs av Jurgen Meester och Nico J. Dippenaar 1978. Myosorex longicaudatus ingår i släktet Myosorex och familjen näbbmöss. IUCN kategoriserar arten globalt som sårbar.
Arten når en kroppslängd (huvud och bål) av cirka 8,4 cm, en svanslängd av ungefär 6,6 cm och en vikt av cirka 13 g. Pälsen på ovansidan är gråbrun och undersidan är täckt av ljusare päls i samma färg. Även svansens är uppdelat i en mörk ovansida och en ljus undersida. Myosorex longicaudatus har en gripsvans som används för att klättra i växtligheten.
Denna näbbmus förekommer i södra Sydafrika. Den vistas vanligen i låglandet och i bergstrakter upp till 2000 meter över havet men ibland når den 3600 meter över havet. Arten lever i mera fuktiga skogar, i landskapet fynbos och i gräsmarker. Hela beståndet är uppdelat i flera från varandra skilda populationer.
Arten äter främst ryggradslösa djur och kanske några frön.

## Underarter
Arten delas in i följande underarter:
- M. l. boosmani
- M. l. longicaudatus